# Abdullah Shah
Abdullah Shah, noto come "il Cane di Zardad" (1965 – Kabul, 20 aprile 2004), è stato un serial killer afghano, autore di almeno venti omicidi.

## Biografia
Della sua infanzia non si sa quasi nulla. Partecipò alla guerra civile, che si svolse tra il 1992 e il 1996. In questi anni si guadagnò il soprannome "il cane di Zardad". Si dedicava alla tortura di prigionieri: ad esempio gli mordeva i testicoli. Dopo la guerra e l'instaurazione della dittatura talebana a seguito della conquista di Kabul, iniziò a compiere furti sulla strada che congiunge Kabul a Jalalabad, con alcuni complici.

### Omicidi e arresto
Non si conosce con precisione l'anno in cui partirono gli omicidi. Tra le sue numerose vittime si contano tre delle sue mogli e cinque suoi figli. Non si conosce il suo modus operandi.
Dopo l'arresto, avvenuto nel 2002, confessò i suoi delitti e venne processato. Alle sedute, nove persone testimoniarono contro di lui. Tra di esse si conta Gul Makai, la quarta moglie, che sopravvisse a un tentato omicidio: Shah aveva provato a darle fuoco con della benzina dopo dieci giorni di matrimonio; fu lei a denunciarlo alla polizia. I corpi di molte delle sue vittime vennero trovati in un pozzo nel distretto di Paghman.
Alcuni abitanti di un villaggio nel nord dell'area di Qargha, dove Shah fece il militare negli anni '90, dissero che “aveva ucciso centinaia di civili”.

### La condanna
Nell'ottobre 2002 fu giudicato colpevole di venti omicidi. La condanna prevista, stabilita dal giudice e firmata da Hamid Karzai, era la morte. Venne giustiziato con un proiettile alla nuca nella prigione di Pul-e-Carkhi a Kabul il 20 aprile 2004. L'esecuzione era presidiata da alcuni rappresentanti della polizia afghana da medici e dall'ufficio della procura distrettuale. La sua morte venne dichiarata una settimana più tardi; è stata la prima condanna capitale sancita dopo la caduta del regime talebano, avvenuto alla fine del 2001.
Hamid Karzai, in merito alla sua morte, disse attraverso un portavoce che “si sentì obbligato a firmare la condanna dalla necessità di assicurare giustizia alle vittime, soprattutto in considerazione della natura dei reati che ha commesso”.

## Polemiche
Amnesty International protestò contro l'esecuzione, sostenendo che non era imparziale: Shah non ebbe avvocati per la difesa, non è stato ammesso alcun pubblico, il primo giudice è stato sollevato dal caso per corruzione, il secondo giudice sarebbe stato “costretto” dalla Corte Suprema a condannarlo a morte, durante alcune confessioni venne torturato (secondo la sua dichiarazione gli avrebbero lesionato la mano e i denti) e, in alcune occasioni, venne messo a tacere per non testimoniare contro i comandanti alleati al governo per cui aveva combattuto: era infatti un testimone scomodo per la violazione di diritti umani. L'associazione chiese poi a Karzai di svolgere una moratoria sulle esecuzioni capitali.
Sul suo caso è stato prodotto un cortometraggio chiamato “Zardad's Dog”.